# Samburg (Tennessee)
Samburg es un pueblo ubicado en el condado de Obion en el estado estadounidense de Tennessee. En el Censo de 2010 tenía una población de 217 habitantes y una densidad poblacional de 102,05 personas por km².

## Geografía
Samburg se encuentra ubicado en las coordenadas 36°22′54″N 89°21′9″O / 36.38167, -89.35250. Según la Oficina del Censo de los Estados Unidos, Samburg tiene una superficie total de 2.13 km², de la cual 1.56 km² corresponden a tierra firme y (26.8%) 0.57 km² es agua.

## Demografía
Según el censo de 2010, había 217 personas residiendo en Samburg. La densidad de población era de 102,05 hab./km². De los 217 habitantes, Samburg estaba compuesto por el 98.62% blancos, el 0.92% eran afroamericanos, el 0.46% eran amerindios, el 0% eran asiáticos, el 0% eran isleños del Pacífico, el 0% eran de otras razas y el 0% pertenecían a dos o más razas. Del total de la población el 0% eran hispanos o latinos de cualquier raza.